# Leo White (judoka)
Leo White (Monterrey, 3 de noviembre de 1957) es un deportista estadounidense que compitió en judo. Ganó cuatro  medallas en los Juegos Panamericanos entre los años 1979 y 1991, y cuatro medallas en el Campeonato Panamericano de Judo entre los años 1976 y 1990.

## Palmarés internacional
| Juegos Panamericanos    | Juegos Panamericanos          | Juegos Panamericanos | Juegos Panamericanos |
| Año                     | Lugar                         | Medalla              | Categoría            |
| ----------------------- | ----------------------------- | -------------------- | -------------------- |
| 1979                    | San Juan (Puerto Rico)        | Medalla de bronce    | –86 kg               |
| 1983                    | Caracas (Venezuela)           | Medalla de bronce    | –95 kg               |
| 1987                    | Indianápolis (Estados Unidos) | Medalla de bronce    | –95 kg               |
| 1991                    | La Habana (Cuba)              | Medalla de plata     | –95 kg               |
| Campeonato Panamericano |                               |                      |                      |
| Año                     | Lugar                         | Medalla              | Categoría            |
| 1976                    | Maracaibo (Venezuela)         | Medalla de oro       | Abierta              |
| 1976                    | Maracaibo (Venezuela)         | Medalla de plata     | –95 kg               |
| 1988                    | Buenos Aires (Argentina)      | Medalla de bronce    | –95 kg               |
| 1990                    | Caracas (Venezuela)           | Medalla de bronce    | –95 kg               |